# Théorème du jury

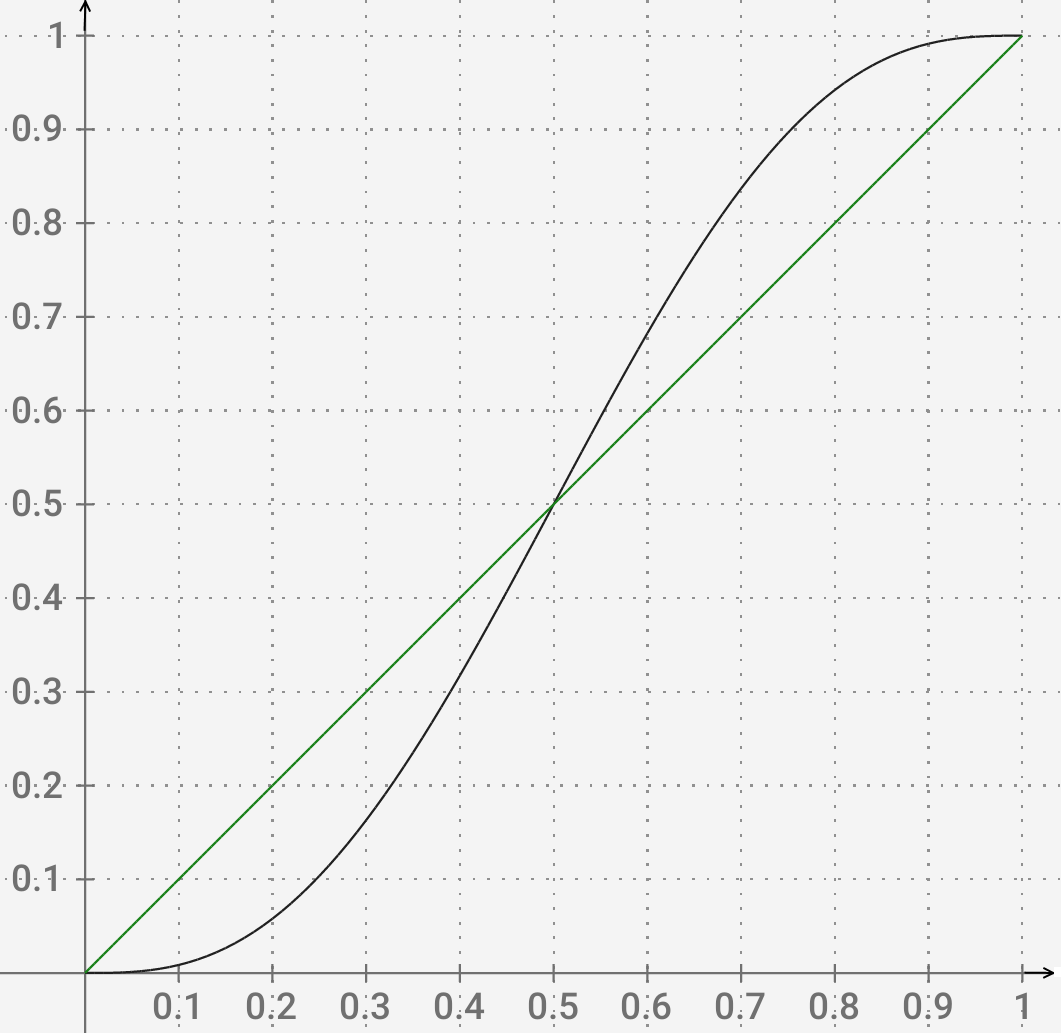
Représentation du théorème du jury.

Le théorème du jury fut développé par Nicolas de Condorcet en 1785 dans Essai sur l’application de l’analyse à la probabilité des décisions rendues à la pluralité des voix. Selon Condorcet, plus les membres d'un groupe de votants soumis à la règle de la majorité simple seront nombreux, « plus la probabilité de la vérité de la décision sera grande : la limite de cette probabilité sera la certitude. »
Dans la version la plus simple de ce théorème, on suppose qu'un groupe d'individus souhaite prendre une décision par un vote à la majorité et qu'il existe deux issues possibles au vote : une bonne issue et une mauvaise issue. On suppose que chaque votant a une probabilité p de voter pour la bonne issue et que leur vote est indépendant de celui des autres. Ce théorème cherche à savoir le nombre de votants qu'il devrait y avoir dans le groupe afin d'obtenir la bonne issue. Le résultat dépend en fait de la valeur de p :
- si p est plus grand que 1/2 (c'est-à-dire qu'il est plus probable pour chaque individu de voter pour la bonne issue), alors ajouter quelqu'un dans le groupe augmentera la probabilité que l'issue choisie soit correcte, cette probabilité tendant vers 1.
- si p est plus petit que 1/2, alors ajouter quelqu'un dans le groupe réduira la probabilité que l'issue choisie soit correcte. Le nombre optimal d'individus dans le groupe est 1, car on minimise 1-p (la probabilité de ne pas choisir la bonne issue).

## Preuves

### Première preuve
On suppose que le groupe est composé de n individus, avec n impair et que m individus choisissent la bonne issue. (On prend n impair pour éviter de tomber sur une égalité, mais si on décide qu'on tire à pile ou face en cas d'égalité, on peut alors prendre n pair.) 
Si on ajoute deux autres personnes au groupe (n reste donc impair), alors le vote de la majorité change seulement dans deux cas :
- il manquait une voix pour que m soit supérieur à n-m et les deux nouveaux individus ont voté pour la bonne issue. On passe donc d'une majorité pour la mauvaise issue à une majorité pour la bonne issue.
- m était supérieur à n-m d'une seule voix et les deux nouveaux individus ont voté pour la mauvaise issue. On passe donc d'une majorité pour la bonne issue à une majorité pour la mauvaise issue.

En dehors de ces deux cas, soit l'écart se creuse, soit il se réduit mais l'ordre ne change pas. On s'intéresse donc à la situation initiale dans laquelle il y a une seule voix de différence entre m et n-m. On peut alors réduire cette situation à une situation dans laquelle les n-1 premiers votes se sont annulés et le ne vote décide de la majorité. Dans ce cas, la probabilité que la majorité choisisse la bonne issue est donc p. 
Imaginons désormais que l'on ajoute deux votants au groupe. La probabilité pour qu'ils fassent passer la majorité d'une mauvaise issue à une bonne issue est (1-p)p². En effet, le premier votant choisit la mauvaise issue avec probabilité 1-p (ce qui détermine le choix de la majorité) puis les deux nouveaux arrivants votent pour la bonne issue avec probabilité p² (p chacun), ce qui change la majorité. De la même manière, la probabilité pour qu'ils fassent passer la majorité de la bonne issue à la mauvaise issue est p(1-p)². La première situation a plus de chances d'arriver seulement si p > 1/2, ce qui prouve le théorème.

### Deuxième preuve
Il s'agit ici d'additionner les probabilités de majorités. Chaque terme de la somme est la multiplication du nombre de combinaisons possibles pour certaine majorité par la probabilité de cette majorité. Chaque majorité est comptée par une combinaison où l'on prend k individus parmi n, avec k la taille de la majorité et n la taille du groupe. Les probabilités vont de 0 (le vote aboutit toujours à la mauvaise issue) à 1 (bonne issue). Chaque choix étant indépendant de celui des autres, on peut simplement multiplier les probabilités de décision de chacun, avec p la probabilité de choisir la bonne issue et q la mauvaise (q est donc égal à 1-p).
Prenons tout d'abord la situation dans laquelle n = 3 et p = 0,8. On doit montrer que la probabilité que la majorité choisisse la bonne issue est plus grande que 0,8, ce qui est le cas. En effet :
(0,8 × 0,8 × 0,8) + (0,8 × 0,8 × 0,2) + (0,8 × 0,2 × 0,8) + (0,2 × 0,8 × 0,8) = 0,896
Si l'on prend désormais n = 9, on doit montrer que :
{\displaystyle {\binom {9}{5}}p^{5}q^{4}+{\binom {9}{6}}p^{6}q^{3}+\cdots +{\binom {9}{9}}p^{9}>p,}
ce qui revient à montrer que :
{\displaystyle {\binom {9}{5}}p^{4}q^{4}+{\binom {9}{6}}p^{5}q^{3}+{\binom {9}{7}}p^{6}q^{2}+{\binom {9}{8}}p^{7}q^{1}+{\binom {9}{9}}p^{8}>1.}
ce qui est le cas.

## Limites du théorème
Bien que le théorème fonctionne, les hypothèses utilisées ne sont pas très réalistes, ce qui soulève certaines objections :
- Les votes ne sont en réalité pas indépendants et ne suivent pas une loi uniforme.
- Les notions de "bonne" ou "mauvaise" issue sont appropriées si l'on oppose des faits, mais pas si l'on cherche à prendre une décision sur la politique à mettre en place par exemple.
- Le théorème ne s'applique pas dans les situations où il y a plus de deux issues possibles.
- Dans certains cas, le fait que chacun vote selon ses croyances personnelles peut ne pas aboutir à un équilibre de Nash.

Étant donné les limites du résultat initial, des versions assouplies du théorème du jury ont été proposées,,,. Ce théorème permet toutefois d'avoir une base théorique (bien qu'idéalisée) au fonctionnement de la démocratie, ce qui en fait un sujet encore étudié aujourd'hui en science politique.

## Utilisations du théorème
Les théorèmes du jury sont utilisés à différentes fins. Par exemple, en philosophie politique, certains auteurs les emploient pour justifier le vote démocratique. En informatique, les théorèmes du jury sont employés pour justifier l'apprentissage ensembliste.